# Capheris crassimana
Capheris crassimana är en spindelart som först beskrevs av Simon 1887.  Capheris crassimana ingår i släktet Capheris och familjen Zodariidae.
Artens utbredningsområde är Namibia. Inga underarter finns listade.